# 清华大学生命科学学院

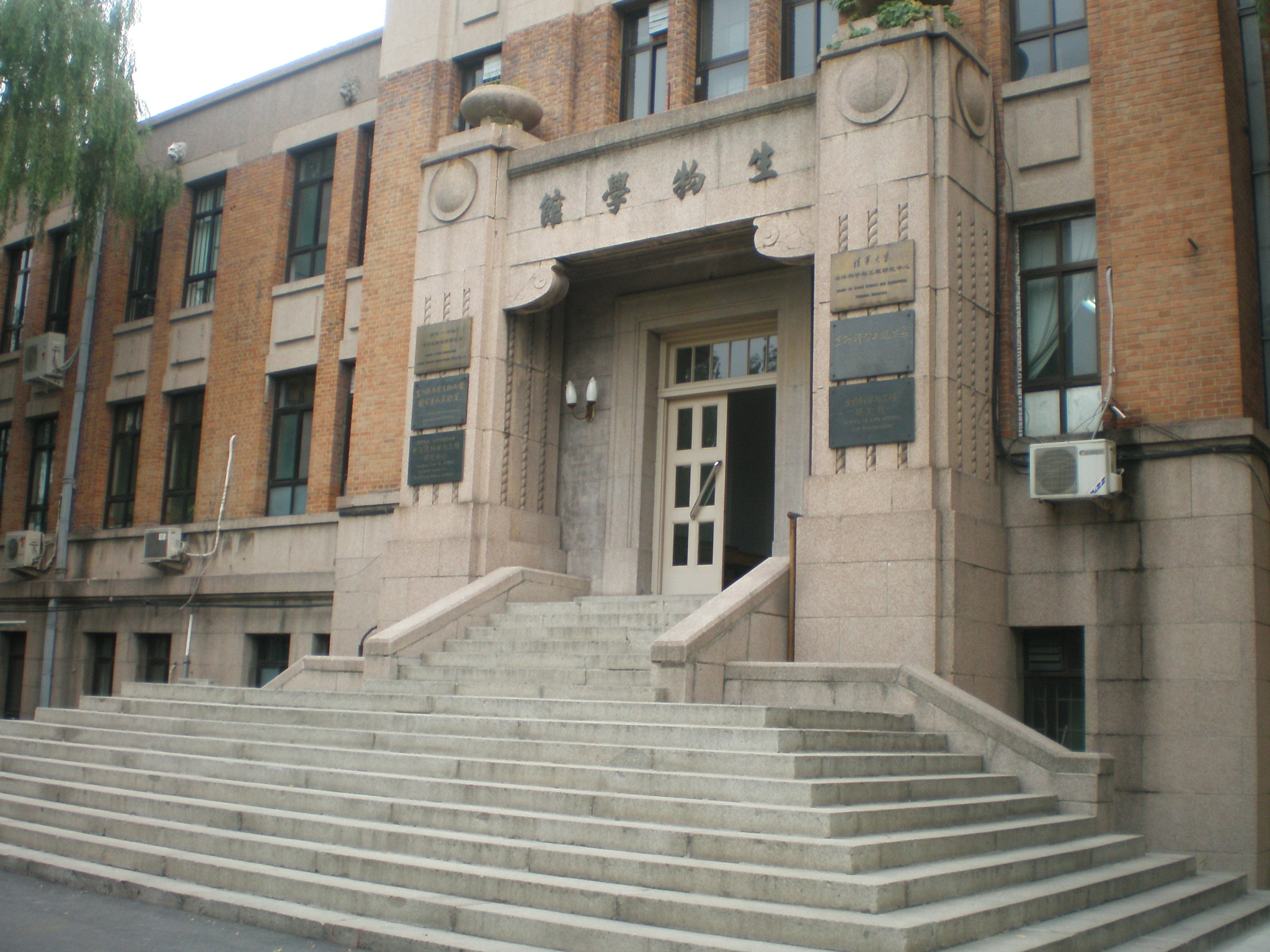
清华大学生物学馆

清华大学生命科学学院，简称生命学院/SLS，是清华大学下属的一个学院，生物学是清华大学早期专业之一，清华大学生命科学学院也同時與北京協和醫學院合作辦學，負責北京協和醫學院臨床醫學專業的前期課程。

## 历史
清华大学生命科学学院的前身是成立于1926年的生物学系，由植物学家钱崇澍担任首任系主任。1930年夏，建成生物学馆，成立理科研究所生物学部。
1937年，西南联合大学时期，清华与北大的生物系联合组成“联大生物系”，直到1946年迁回北京。在1952年的全国院系调整中，清华大学生物系被分别并入北京大学和中国农业大学（当时的北京农业大学）。
1984年，清华大学恢复了生物学系，命名为“生物科学与技术系”（简称“生物系”）；2009年，清华大学将生物系改建为生命科学学院（简称“生命学院”）。